# Лузіади
«Лузіа́ди» (порт. Os Lusíadas, МФА: [uʒ luˈzi.ɐðɐʃ]) — португальська національна епічна поема, великий поетичний епос Луїша де Камойнш. Шедевр португальської і світової літератури. Оспівує португальських героїв-мореплавців, їхні походи та великі географічні відкриття. Написана у 1550—1570-х роках португальською мовою. Вперше видана 1572 року в Лісабоні, в друкарні Антоніу Гукалвеша. 

## Опис
Поема складається з 10 пісень, що об'єднують 1102 віршів. Композиційно створена на взірець римської «Енеїди» Вергілія про подорожі троянського принца Енея. Запозичено сюжети з поем «Африка» італійця Франческо Петрарки про Пунічні війни та «Араукана» іспанця Алонсо де Ерсільї-і-Суньїги про підкорення конкістадорами Америки. Присвячена португальському королю Себаштіану. Названа за іменем міфічного царя Луза, засновника Лузітанії (Португалії), пращура лузітанів (португальців). Головний герой — португальський мореплавець і воїн Васко да Гама, «португальський Еней». Його експедиція до Індії постає як подвиг португальських першовідкривачів, прообраз майбутніх звершень португальського народу. Опис подорожей нагадує «Одіссею» Гомера або легенду про аргонавтів. Оповідь ведеться на двох рівнях: земному й божественному. Текст постійно відсилає читача до античної міфології (португальцям допомагає Венера, а заважає — Вакх), історії Португалії часів реконкісти, португальської географії тощо. Характерною рисою є краса та реалізм опису морських походів. Основні ідеї — ренесансний антропоцентризм, мотив діяння і активності людини, національний героїзм португальців і потяг до відкриття нового. Ліриці надається периферійне значення. Вважається літописом життя португальського народу. Перекладена багатьма мовами.

## Українське видання
На українських теренах була відома щонайменше з 1790 року у польському перекладі Яцека Пшибильського. Український переклад у виконанні Михайла Литвинця на основі португальського видання 1947 року вийшов 1987 року у видавництві Дніпро.

## Зміст
«Лузіади» складаються з 1102 стансів, які поділені на 10 пісень-глав.

### Пісні
| - Пісня І Звернення до короля Себастьяна. Рада богів на Олімпі. Вакх намагається зупинити португальців, які вже ввійшли в Індійський океан. Венера і Марс їм сприяють. Флот Васко да Гами досягає Мозамбіку, правитель якого, з намови Вакха, задумує вигубити їх. Подолавши усі завади, вони відпливають і прибувають у Момбасу. - Пісня ІІ Васко да Гама відправляє двох послів довідатися про наміри мешканців Момбаси, але їх обманює переодягнений Вакх. У той час, коли флот вступає в гавань, Венера і нереїди відштовхують судна, і мешканці Момбаси тікають, охоплені жахом. Юпітер, на прохання Венери, велить Меркурію відвести кораблі в гостинну гавань Малінді. Король бажає почути від Васко да Гами історію воєнних подвигів Португалії. - Пісня ІІІ Після опису Європи, де згадується «рутенець, московит, лівонець теж, сармати родом», Васко да Гама розповідає про походження португальської монархії та перелічує воєнні події героїчної боротьби з сарацинами. Він описує мужній вчинок Егаша Моніша, завоювання Афонсу I (битви при Сан-Мамеде, Оріке), смерть Інеси, фонтан любові. - Пісня IV Війни з Іспанією. Нуну Алваріш. Перемога Жуана І при Алжубарроті. Морські експедиції. Правління Мануела І; Ганг та Інд в образі двох дідів привиджуються йому вві сні й пророкують завоювання Індії. Відплиття Васко да Гами. Прощання з мореплавцями. Прокляття людському марнославству. - Пісня V Розвідування Васко да Гами на берегах Африки. Перехід через екватор. Битва з неграми на острові Святої Єлени. Морські дива: смерч, метеори, вогні святого Ельма. Прибуття до мису Бур. Поява велетня Адамастора. Флот огинає мис і прибуває в Малінді. | - Пісня VI Васко да Гама відпливає в супроводі лоцмана, якого дає король Малінді. Вакх спускається до морських богів і викликав заздрість Нептуна. Опис палацу. Португальці скорочують дозвілля свого переїзду веселими оповіданнями. Епізод про дванадцять лицарів. Буря, вгамована Венерою та її подругами. Прибуття в Калікут. Поет наголошує на шані, яка належить герою великих експедицій. - Пісня VII Автор дає картину розподілу Європи, поки португальці закріплюють за собою славу відкриття невідомих країн. Опис Індії. Мавр Монсайд приймає мореплавців, розповідає їм історію цих країн і приводить їх до Саморіна в Калікут. Звернення поета до співвітчизників і докори їм у невдячності й несправедливості. - Пісня VIII Міністр Саморіна велить розповісти про вікопомні події з історії Португалії. Нові інтриги, затіяні Вакхом. За Васко да Гамою стежать: йому вдається повернутися на свій корабель. - Пісня IX Відплиття Васко да Гами. Зачарований острів, на якому Венера і Купідон влаштовують мореплавцям зустріч із Фетідою та нереїдами. Апофеоз переможців. - Пісня X Урочисте свято. Сирена відслоняє майбутнє і провіщає нові значні відкриття португальцям. Звернення поета до своїх подорожей і свого твору. Опис всесвіту, здійснений Фетідою. Мореплавці вирушають в Європу. Автор прохає короля допомогти йому і звертається до його лицарського духу. |

### Картини за мотивами

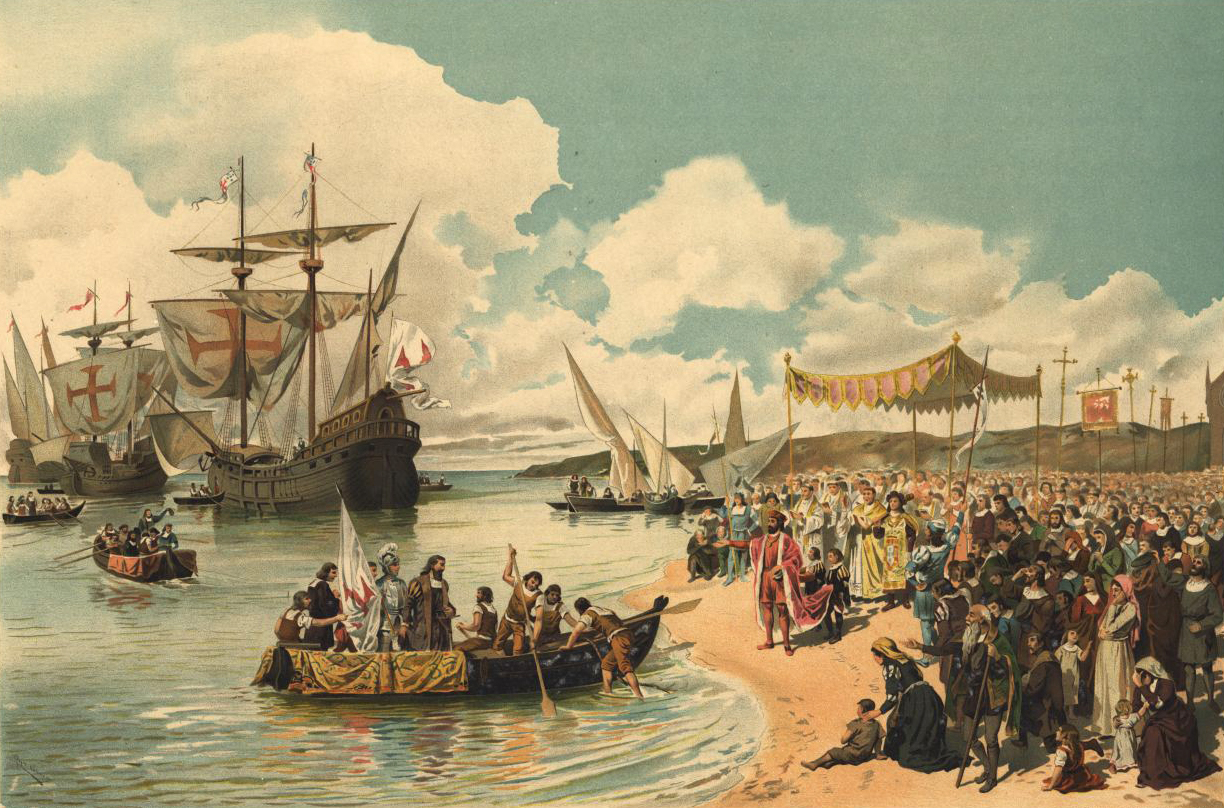
Відплиття Васко да Гами до Індії Роке Гамейру, 1900
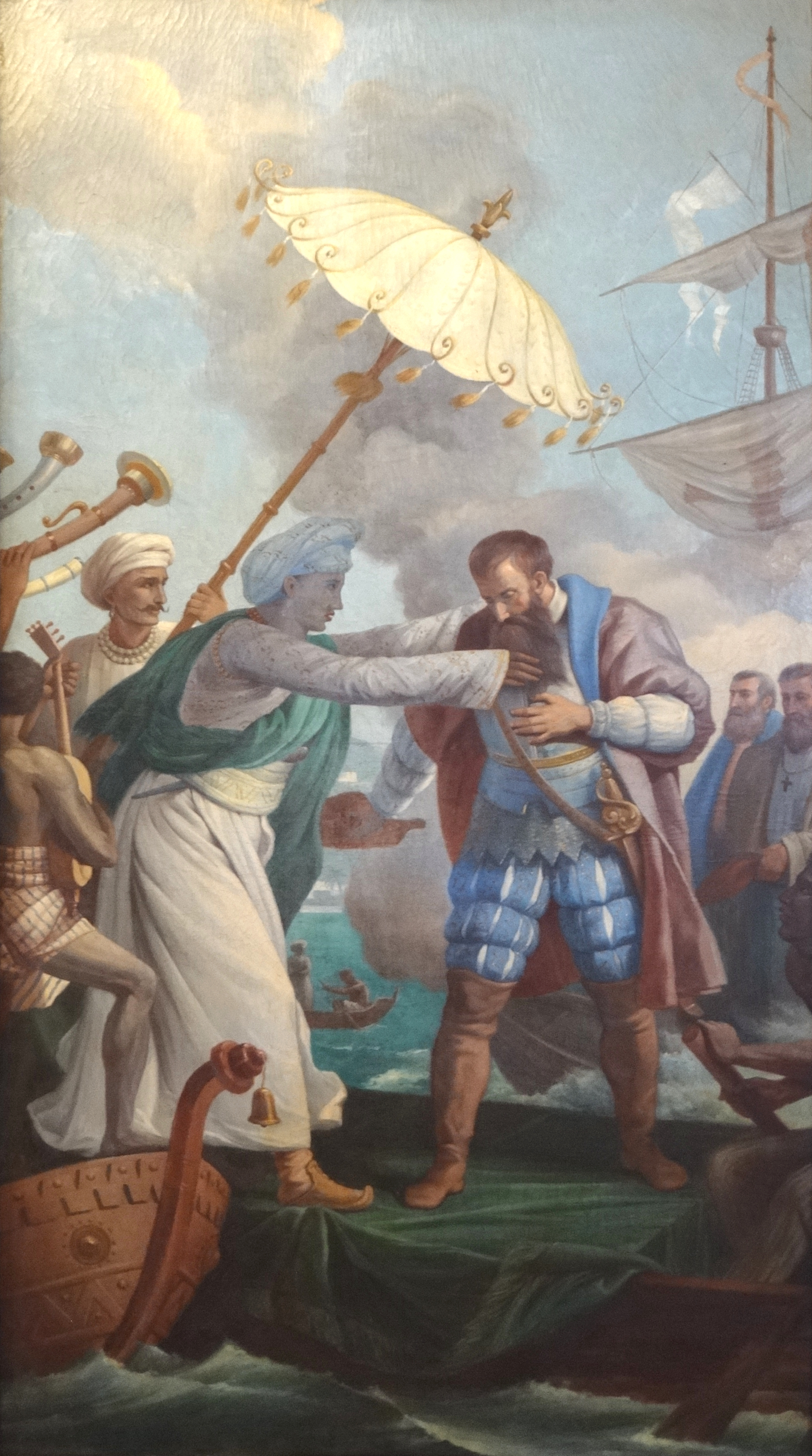
Васко да Гама і король Малінді
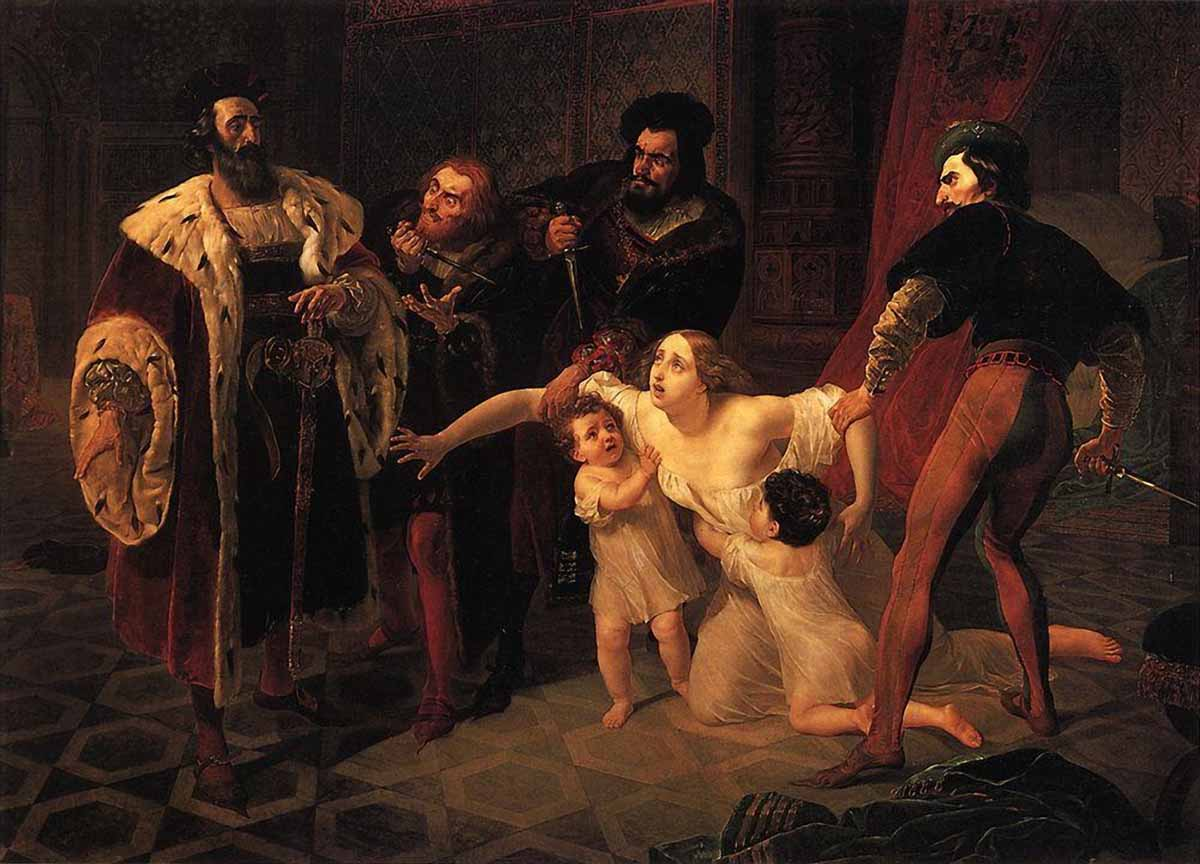
Смерть Інес Карл Брюлов, 1834
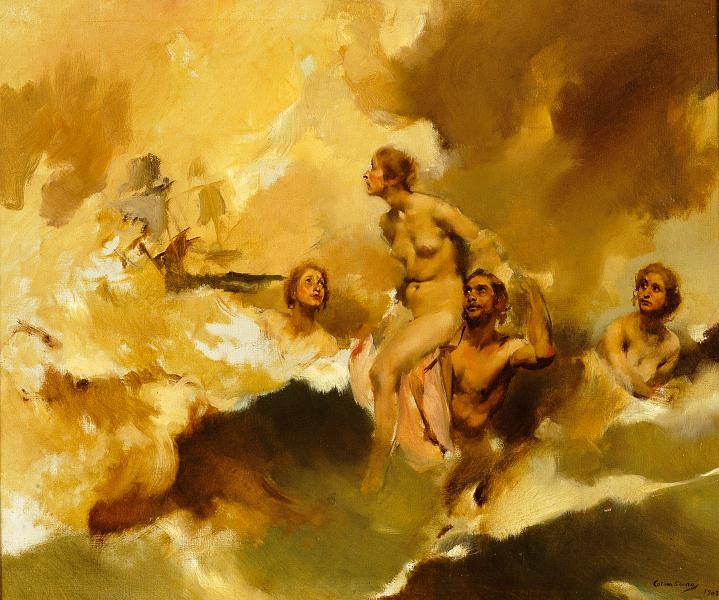
Німфи Тагуса Колумбану Пінейру, 1903
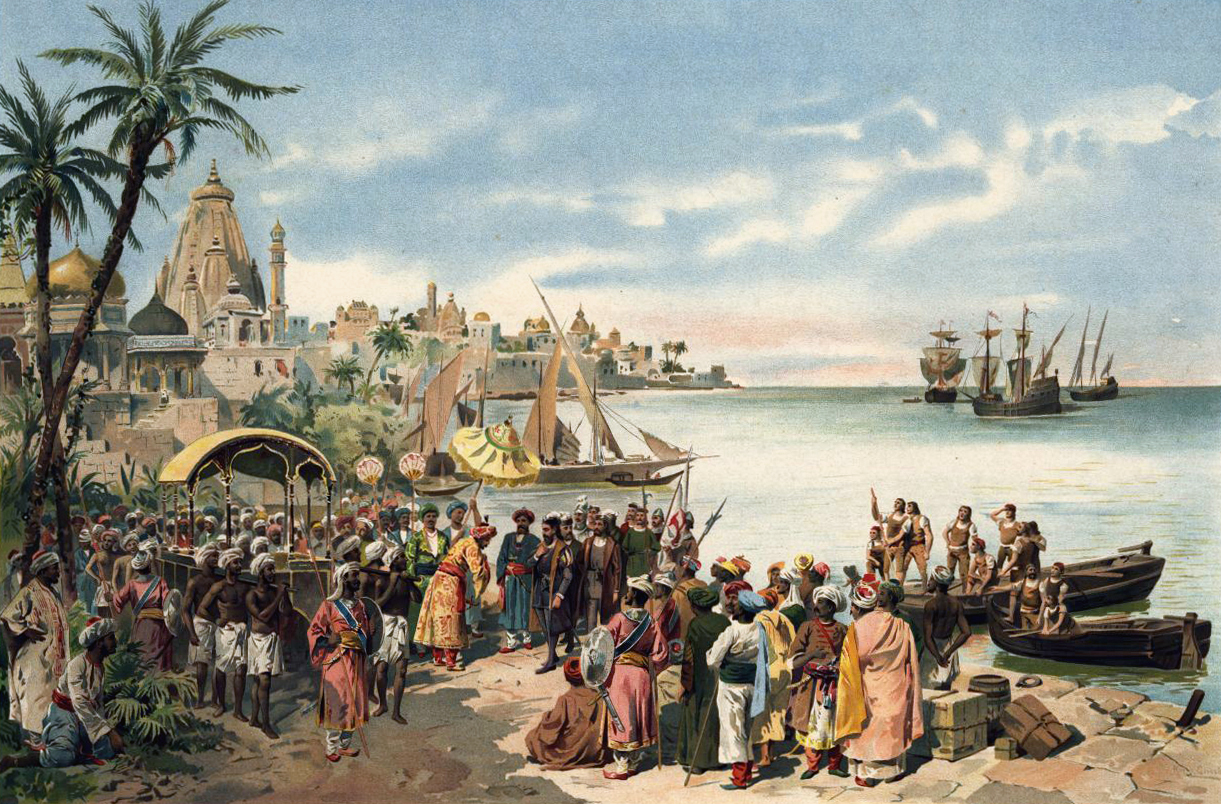
Прибуття Васко да Гами до Індії Роке Гамейру, 1900
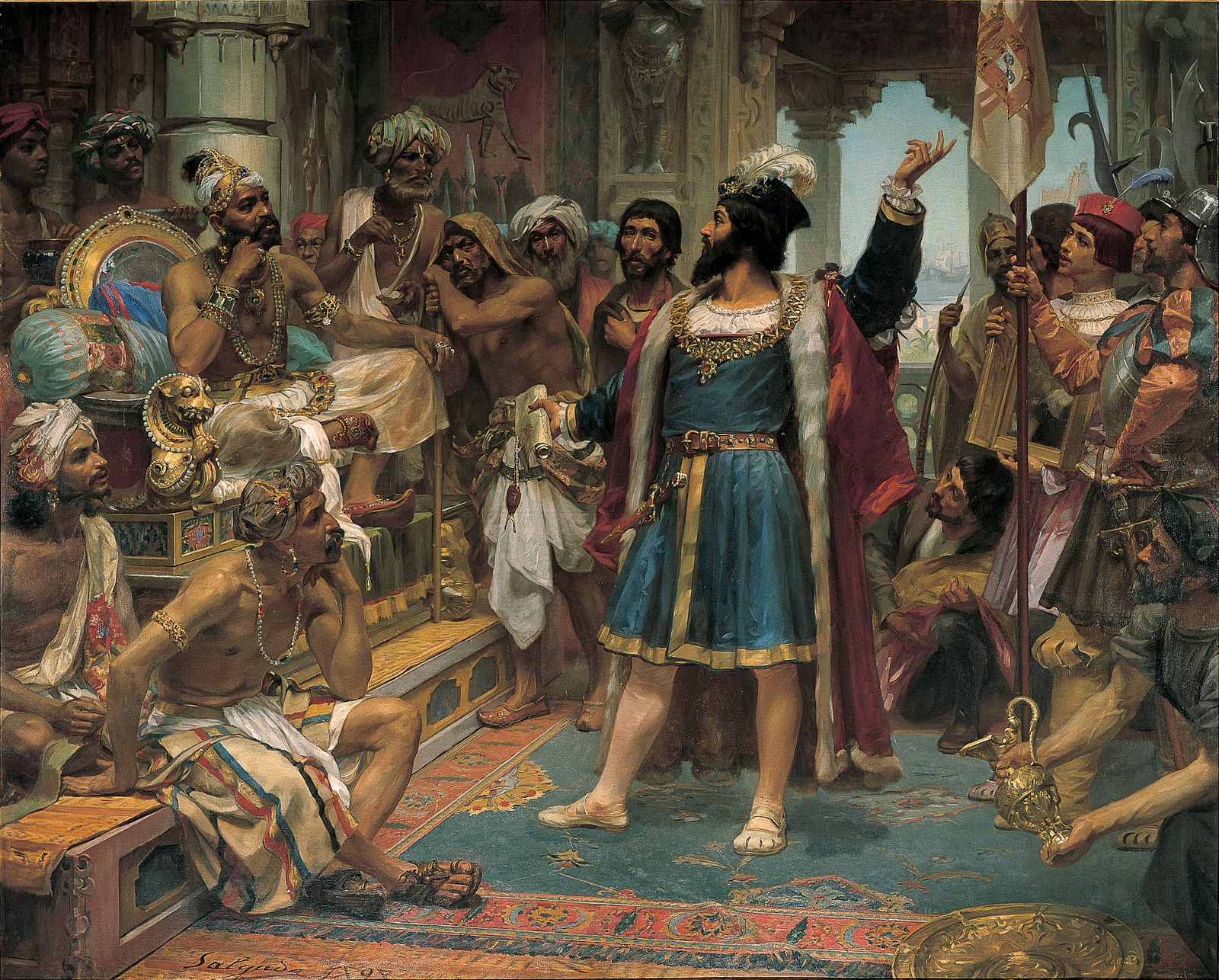
Васко да Гама перед калікутським саморіном Велошу Салдагу, 1898
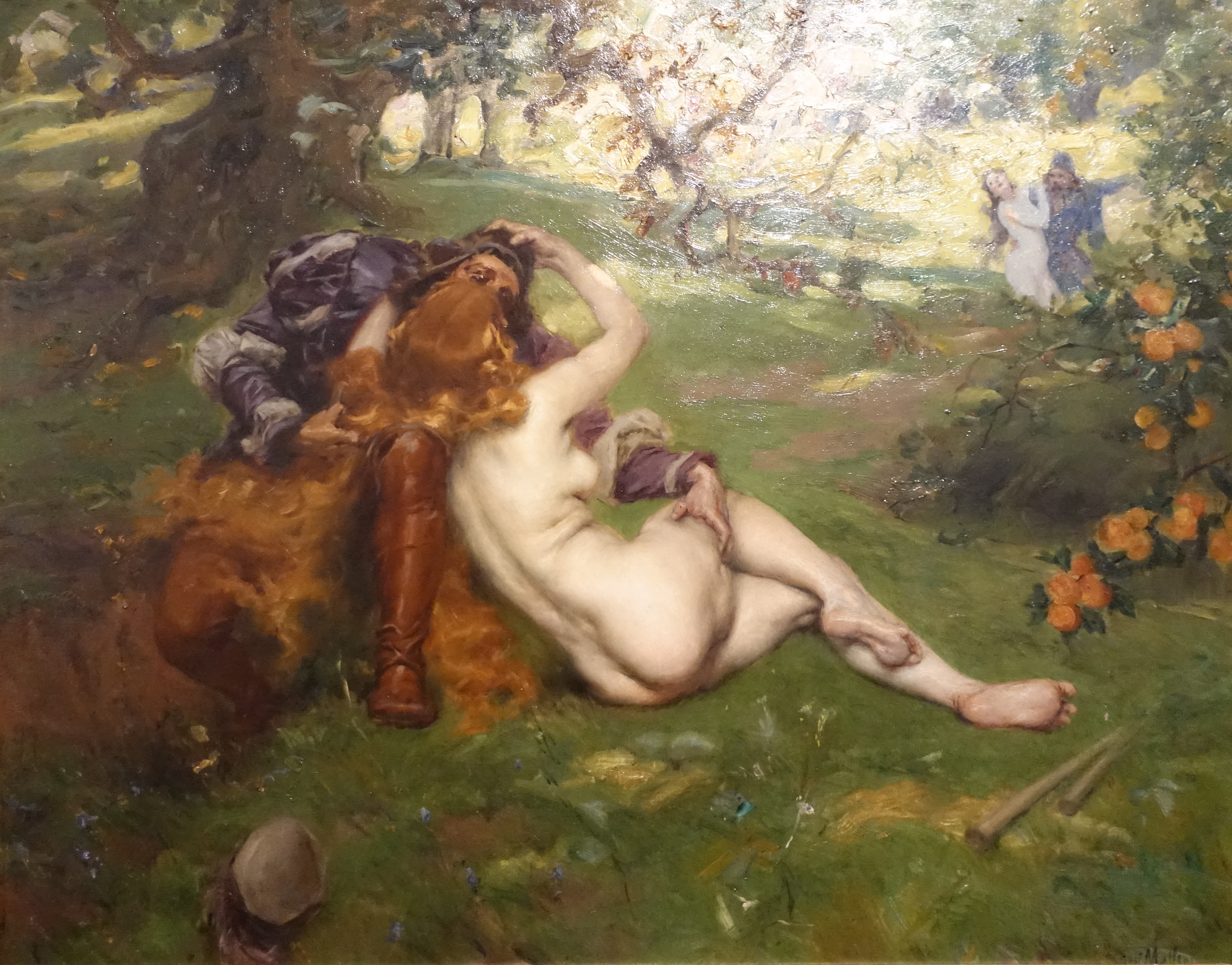
Зачарований острів кохання Жозе Мальйоа
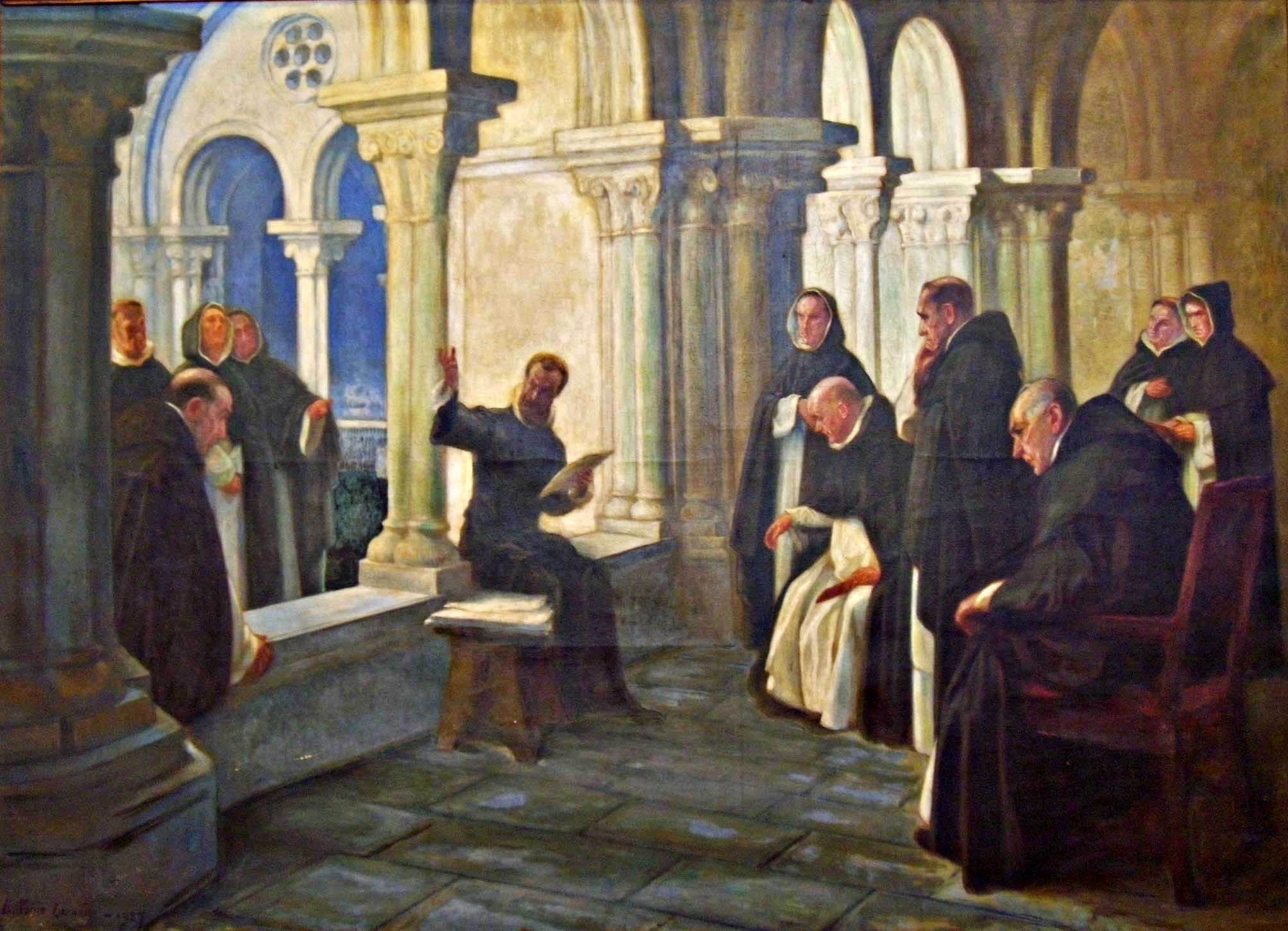
Камоенш читає «Лузіади» Антоніу Карнейру, 1927

## Видання

### Португальською
- Os Lusiadas, Lisboa, Portugal: en casa de Antonio Gocalvez, 1572.  [Архівовано 14 березня 2007 у Wayback Machine.], HTM [Архівовано 23 лютого 2019 у Wayback Machine.], PDF [Архівовано 11 листопада 2017 у Wayback Machine.]
- Luis de Camôes. Os Lusiadas. Poema épico.// Obras complétas. Lisboa, 1947. Vol. IV e V.

### Переклади
італійською

Обкладинка українського перекладу 1987 року.

- Luís Vaz de Camões, I Lusiadi, Milano, Rizzoli, 2001.

німецькою
- Luís de Camões: Die Lusiaden. Aus dem Portugiesischen von Karl Eitner. Hildburghausen: Bibliographisches Institut, 1869.
- Luís de Camões: Os Lusíadas — die Lusiaden. Zweisprachig. Aus dem Portugiesischen von Hans Joachim Schaeffer. Berlin: Elfenbein Verlag, 2010. ISBN 978-3-932245-28-2.

польською
- Luzjada Kamoensa czyli odkrycie Indii Wschodnich. Poemat w pieśniach dziesięciu przekładania…. przeł. Jacek Idzi Przybylski. Kraków, 1790.
- Lusiady albo Portugalczycy. przeł. Dionizy Piotrowski. Boulogne-sur-Mer, 1875.
- Luzyady. Epos w dziesięciu pieśniach. przeł. Adam M-ski [Zofia Trzeszczkowska]. Warszawa 1890.
- Camões, Luís Vaz de: Luzytanie. przeł. Ireneusz Kania. Kraków, 1995.

російською
- Камоэнс, Луис де. Сонеты. Лузиады / Пер. с португ. О. Овчаренко (Литература эпохи Возрождения). — Москва: Художественная литература, 1988.
- Камоэнс, Луиш де. Сонеты. Лузиады [Архівовано 16 вересня 2017 у Wayback Machine.] / Пер. с португ. О. Овчаренко (Домашняя Библиотека Поэзии). — Москва: Эксмо-Пресс, 1999. ISBN 5-04-002514-9.
- Камоэнс, Луиш де. Лузиады в иллюстрациях Павла Татарникова = Os Lusíadas / Пер. с португ. О. Овчаренко. — Санкт-Петербург.: Вита Нова, 2011. ISBN 978-5-93898-322-9.

Камоэнс, Луис де. Лузиады = Os Lusíadas / Пер. с португ. М. Травчетова // Лузиады: Антология. — Центр книги Рудомино, 2014. ISBN 978-5-00087-015-0.
українською
- Камоенс, Луїс де. Лузіади: Поема [Архівовано 28 лютого 2019 у Wayback Machine.]. / Перекл. з порт. М. Литвинця; Передм. О. Гончара; Післям. О. Алексеєнко. — К.: Дніпро, 1987. — 447 с.